# Pablo Pozo
Pablo Antonio Pozo Quinteros, né le 27 mars 1973 au Chili, est un arbitre de football international chilien. 
Pozo participe à diverses compétitions internationales telles que les Jeux olympiques d'été de 2008 et la Coupe des confédérations 2009, et arbitre aussi des matchs de compétitions de clubs telles que la Coupe du monde des clubs 2008 ou la Copa Libertadores. Il est sélectionné pour arbitrer les matches de la Coupe du monde de football de 2010 en Afrique du Sud.